# Dave Quackenbush
Dit overzicht is mogelijk incompleet; u kunt helpen door het uit te breiden.
Dave Quackenbush (21 juni 1965, Huntington Beach) is de huidige zanger van punkrockband The Vandals.
Voordat hij bij The Vandals zat, speelde hij bij Falling Idols samen met later Pennywise bassist Randy Bradbury en met de latere leden van Long Beach Dub Allstars. In 1985 kwam hij bij The Vandals waar hij Steven Ronald "Stevo" Jensen verving als zanger. Het eerste album waarop hij te horen was is Slippery When Ill (1989) en hij heeft sindsdien op elk Vandals album gezongen.
Quackenbush heeft ook een klein bierdistributiebedrijf.